# Aeolochroma melaleucae
Aeolochroma melaleucae är en fjärilsart som beskrevs av Goldfinch 1929. Aeolochroma melaleucae ingår i släktet Aeolochroma och familjen mätare. Inga underarter finns listade i Catalogue of Life.